# Abu Bakr ibn Kutb al-Din Muhàmmad
Abu Bakr ibn Kutb al-Din Muhammad (18 de gener de 1427 - 1448) fou un príncep timúrida, fill de Kutb al-Din Muhàmmad Txuqi i net de Xah Rukh.
A la mort del seu pare Kutb al-Din Muhammad Txuqi, el 1445, va rebre la província de Balkh i dependències, conjuntament amb el seu germà Muhàmmad Kasim Mirza. A Abu Bakr li van correspondre les terres al nord del riu Amudarià, amb el Khuttal, Arhang i Sali Saray).
Al saber-se la mort de Xah-Rukh a Rayy el 13 de març de 1447, Abu Bakr en un cop de mà es va apoderar de Balkh que pertanyia al seu germà, i es va dirigir cap a l'Amudarià per anar al Khurasan. Encara que va travessar el riu abans que Ulugh Beg, disposava de poques forces. Ulugh Beg el va cridar, i li va oferir la mà de la seva filla si li donava suport. Abu Bakr va acceptar. Poc després Ulugh Beg creuava l'Amudarià i entrava a Balkh com aliat. Abu Bakr, incapacitat per fer res, esperava la seva ocasió i conspirava contra el seu sogre. Però els seus plans foren descoberts i fou executat el 1448.